# 1984 (gruppo musicale)
I 1984 sono stati un gruppo musicale britannico, attivo dall'agosto del 1963 all'inverno 1968. Il nome si ispira all'omonimo romanzo di George Orwell, che affascinava molto i ragazzi del gruppo.

## Descrizione
I componenti dei 1984 erano Brian May (chitarra e voce), Dave Dilloway (basso), John 'Jag' Garnham (chitarra ritmica e voce), Richard Thompson (batteria), Tim Staffell (voce e armonica) e John Sanger (pianoforte e voce). Di tanto in tanto partecipavano anche Bill Richards e Malcolm Childs alla chitarra ritmica che andavano e venivano e suonando a qualche prova, ma mai dal vivo. John Sanger lasciò il gruppo dopo due soli concerti a causa degli studi universitari. Anche Bill Richards venne presto allontanato dalla band per la scarsa qualità della sua chitarra; sostituito inizialmente da Malcolm Childs, fu poi Jogn Garnham a prenderne il posto.
Il gruppo aveva inizialmente come obbiettivo la scrittura di un'opera rock ispirata al romanzo di Orwell, esibendosi contemporaneamente in vari locali suonando musica rock e rhythm and blues, con brani di Beatles, Rolling Stones, Spencer Davis e Yardbirds. Le ultime esibizioni del 1967 furono quelle maggiormente ricordate: nel settembre di quell'anno vinsero un Battle of the Bands, evento recensito anche da Melody Maker, grazie al quale parteciparono ad uno spettacolo di beneficenza chiamato "Christmas on Earth", al quale parteciparono anche Jimi Hendrix, Traffic, Pink Floyd e The Herd. Nel febbraio 1968, May decise di abbandonare la band, che venne poi definitivamente sciolta nel novembre di quell'anno, salvo rare apparizioni fino agli inizi degli anni 2000, eventi in cui suonarono per lo più cover. Brian May e Tim Staffell, insieme a Roger Taylor alla batteria, fondarono poi gli Smile.
Bill Richards nell'estate del 1965 costituì poi frattempo una folk rock band chiamata Left Handed Marriage in compagnia di Jenny Hill, Henry Deval e John Terry Goulds Frankel; questa formazione riuscirà nel gennaio del 1967 a pubblicare privatamente un album, On The Right Side of the Left Handed Marriage, anche se limitato a soli 50 esemplari. Ottenuto un contratto di dodici mesi con la EMI, Richards si rivolse a Brian May per avere un supporto di chitarra e voce per alcune sessioni di registrazione; il chitarrista accettò e fu presente in ciascuna delle tre sessioni (registrate il 4 aprile, 28 giugno e 28 luglio). Nel febbraio del 1993, Bill Richards, rimasto titolare dei diritti di quelle sessioni di registrazione, si decise a pubblicarle su CD. Nel 2008 i brani provenienti dalla terza sessione (I Need Time, She Was Once My Friend e Appointment) sono stati inseriti nella raccolta dei Queen intitolata The Ultimate Rarities Collection.

## Formazione
- Dave Dilloway: chitarra
- John "Jag" Garnham: voce, chitarra ritmica
- Brian May: voce, chitarra
- John Sanger: piano, voce
- Tim Staffell: voce, armonica
- Richard Thompson: batteria

## Concerti
- 28 ottobre 1964: St. Mary's Church hall, Twickenham
- 4 novembre 1964: Girls School, Richmond
- Gennaio 1965: Imperial College, Londra
- 15 gennaio 1966: Thames Rowing Club, Putney
- 29 gennaio 1966: Thames Rowing Club, Putney
- 5 febbraio 1966: Rowing Club, Shepperton
- Primavera 1966: Imperial College, Londra
- Estate 1966: Boat Club, Molesey
- Estate 1966: R&B Club, Putney, Feltham
- 1/2 luglio 1966: Boat Club, Henley On Thames
- 9 luglio 1966: All Saints Church Hall
- Autunno 1966: White Hart, Southhall
- 13 maggio 1967: Imperial College, Londra
- Settembre 1967: School Of Medicine, Londra
- Settembre 1967: Top Rank Club, Croydon
- 23 dicembre 1967: Olympia Theatre, Londra